# Saint-Malo-en-Donziois
Saint-Malo-en-Donziois ist eine französische Gemeinde mit 142 Einwohnern (Stand 1. Januar 2022) im Département Nièvre in der Region Bourgogne-Franche-Comté (vor 2016 Bourgogne). Sie gehört zum Arrondissement Cosne-Cours-sur-Loire und zum Kanton Pouilly-sur-Loire. Die Bewohner werden Malouins und Malouines genannt.

## Nachbargemeinden
Saint-Malo-en-Donziois liegt etwa 39 Kilometer nordnordöstlich von Nevers. Nachbargemeinden von Saint-Malo-en-Donziois sind Colméry im Nordwesten und Norden, Oudan im Nordosten, Champlemy im Osten und Südosten, Châteauneuf-Val-de-Bargis im Süden und Südwesten sowie Cessy-les-Bois im Westen und Nordwesten.
Durch die Gemeinde führt die Route nationale 151.

## Bevölkerungsentwicklung
| Jahr                       | 1962 | 1968 | 1975 | 1982 | 1990 | 1999 | 2006 | 2011 | 2020 |
| Einwohner                  | 220  | 199  | 154  | 127  | 121  | 115  | 129  | 132  | 126  |
| Quellen: Cassini und INSEE |      |      |      |      |      |      |      |      |      |

## Sehenswürdigkeiten
- Kirche Saint-Malo
- Kloster Bourras, 1119 gegründet, 1791 aufgelöst

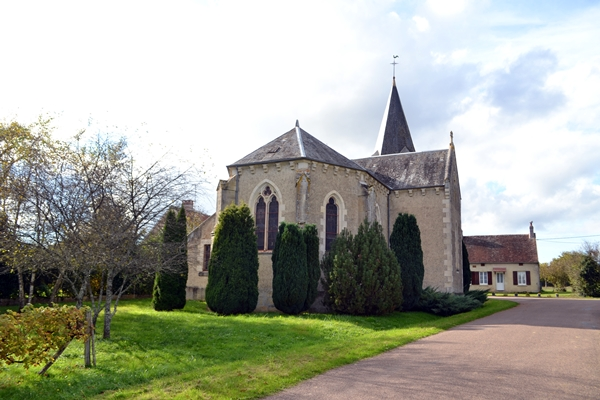
Kirche Saint-Malo
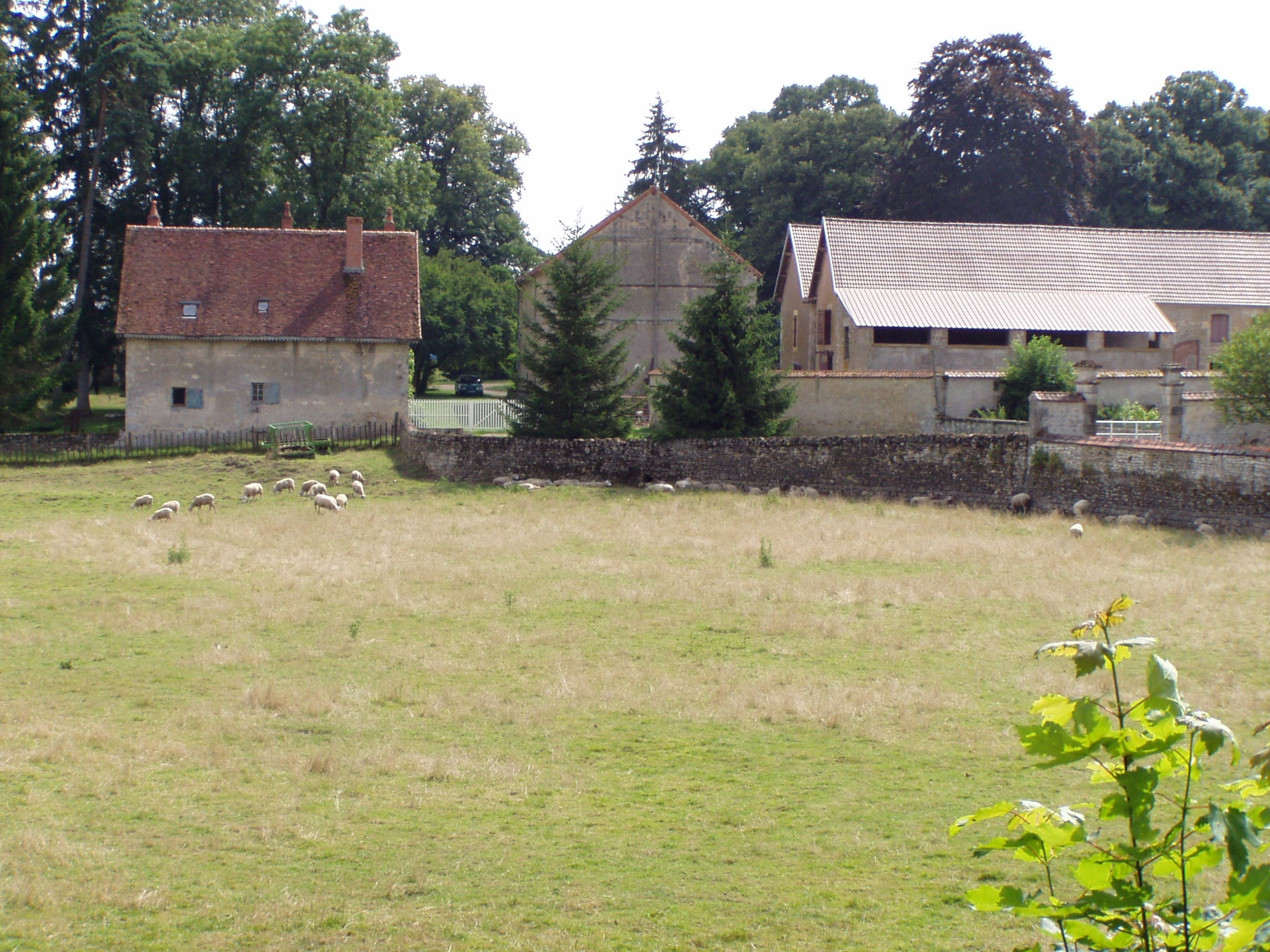
Kloster Bourras
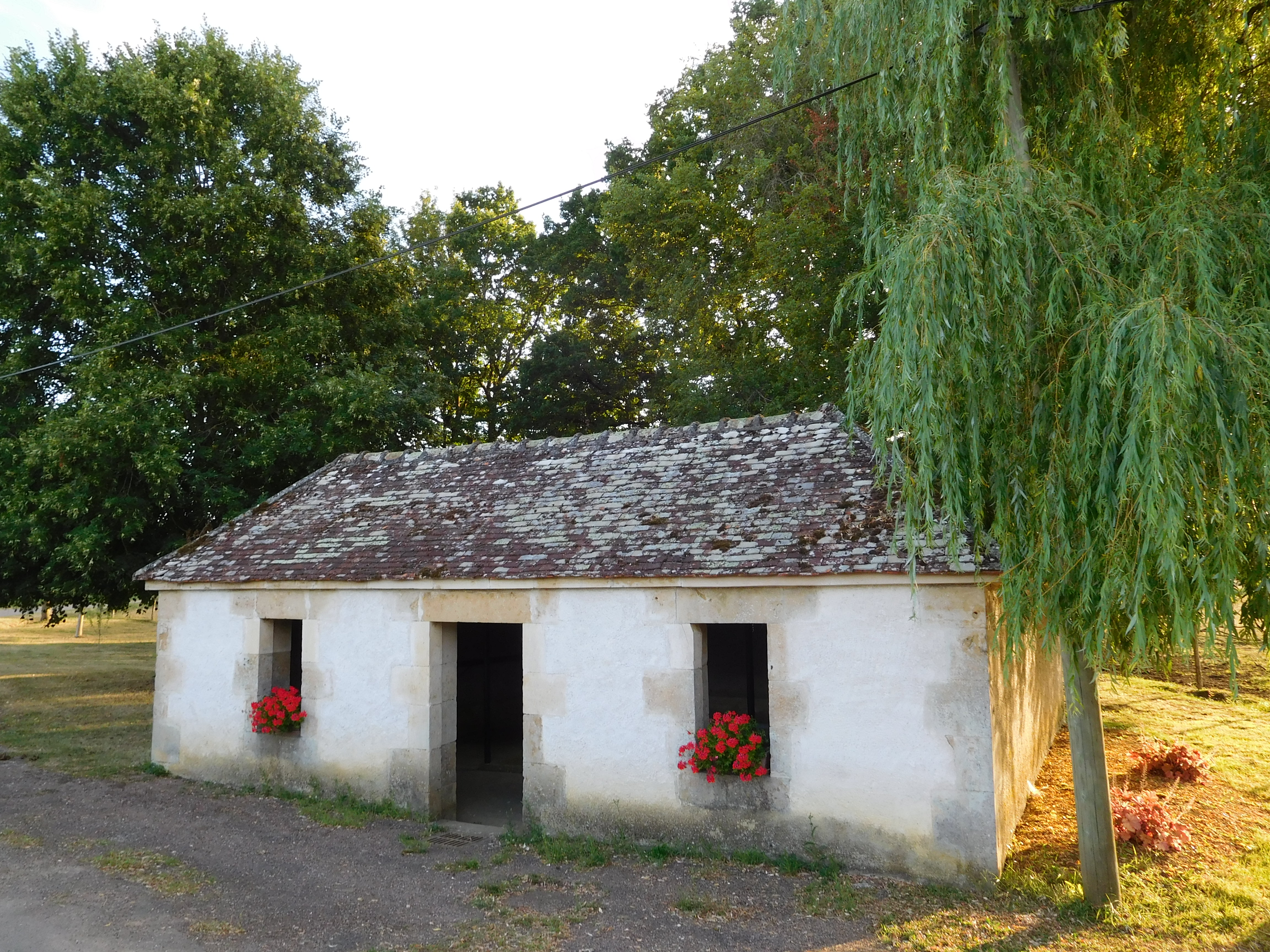
Ehemaliges öffentliches Waschhaus